# Westerlund 1
Westerlund 1 (viết tắt là Wd1, đôi khi được gọi là Cụm Ara) là một cụm siêu sao nhỏ trong Ngân Hà, cách Trái Đất khoảng 3,5–5 kpc. Nó là một trong những cụm sao trẻ lớn nhất trong Ngân Hà, và được Bengt Westerlund phát hiện năm 1961 nhưng vẫn không được nghiên cứu nhiều trong nhiều năm do sự hấp thụ liên sao cao theo hướng của nó. Trong tương lai, nó có lẽ sẽ phát triển thành một cụm sao cầu.
Cụm sao này chứa một số lượng lớn các ngôi sao hiếm, đã tiến hóa, có khối lượng lớn, bao gồm: 6 sao siêu khổng lồ màu vàng, 4 siêu sao màu đỏ bao gồm Westerlund 1-26, một trong những ngôi sao lớn nhất được biết đến, 24 sao Wolf-Rayet, một biến thể màu xanh lam sáng, nhiều siêu khổng lồ OB và một ngôi sao siêu khổng lồ sgB [e] bất thường đã được đề xuất là tàn tích của một vụ hợp nhất sao gần đây. Ngoài ra, các quan sát bằng tia X đã cho thấy sự hiện diện của sao xung tia X dị thường CXO J164710.20-455217, một ngôi sao neutron quay chậm hẳn được hình thành từ một ngôi sao tiền thân có khối lượng lớn. Westerlund 1 được cho là đã hình thành trong một vụ nổ hình thành sao, ngụ ý rằng các sao cấu thành có tuổi và thành phần tương tự nhau.

## Quan sát
Các sao dãy chính O7-8V sáng nhất trong Wd1 có cường độ trắc quang dải V vào khoảng 20.5, do đó ở các bước sóng hình ảnh Wd1 bị chi phối bởi các sao Dải chính có độ sáng cao (độ lớn của dải V là 14,5–18, độ lớn tuyệt đối −7 đến −10), cùng với các ngôi sao sau chuỗi chính có độ sáng thấp của lớp sáng lóa Ib và II (cường độ V-band 18–20). Do sự liên kết đỏ rất cao giữa các sao đối với Wd1, rất khó quan sát trong các băng tần U và B, và hầu hết các quan sát được thực hiện trong R- hoặc I-band ở đầu đỏ của quang phổ hoặc trong tia hồng ngoại. Các ngôi sao trong cụm thường được đặt tên bằng cách sử dụng một phân loại được giới thiệu bởi Westerlund, mặc dù một quy ước đặt tên riêng biệt thường được sử dụng cho các ngôi sao Wolf-Rayet.
Tại các bước sóng X-quang, Wd1 cho thấy phát xạ khuếch tán từ khí liên sao và phát xạ điểm từ cả khối lượng lớn, sau chuỗi chính và khối lượng nhỏ, các sao có chuỗi chính. Các Sao từ Westerlund 1 là nguồn điểm tia X phát sáng nhất trong cụm sao, với ngôi sao sgB [e] W9, W30a (và được coi là nhị phân) và sao Wolf-Rayet WR A và WR B tất cả các nguồn tia X mạnh. Khoảng 50 nguồn điểm tia X khác được kết hợp với các vật liệu quang sáng. Cuối cùng, ở bước sóng radio, sao sgB [e] W9 và siêu sao đỏ W20 và W26 là nguồn phát sóng mạnh, trong khi phần lớn các siêu đại mát mẻ và một vài sao siêu OB và sao Wolf-Rayet cũng được phát hiện.

## Tuổi và trạng thái tiến hóa

Sao từ CXOU J164710.2-455216 trong cụm siêu sao Westerlund 1 (ESO/L. Calçada)

Tuổi của Wd1 được ước tính là 4–5 Myr từ việc so sánh dân số các ngôi sao tiến hóa với các mô hình tiến hóa sao. Sự hiện diện của một số lượng đáng kể của cả sao Wolf – Rayet và siêu khổng lồ đỏ và vàng trong Wd1 thể hiện một hạn chế mạnh mẽ về tuổi tác: lý thuyết cho rằng siêu khổng lồ đỏ sẽ không hình thành cho đến khoảng 4 Myr với tư cách là những ngôi sao lớn nhất không trải qua giai đoạn siêu khổng lồ màu đỏ, trong khi dân số Wolf – Rayet giảm mạnh sau 5 Thưa ngài. Phạm vi tuổi này rất phù hợp với các quan sát tia hồng ngoại Wd1 cho thấy sự hiện diện của các ngôi sao thuộc dãy chính cuối-O, mặc dù tuổi thấp hơn khoảng 3,5 Myr đã được gợi ý từ các quan sát về các ngôi sao có khối lượng thấp hơn trong Wd1.
Nếu Wd1 hình thành các ngôi sao có hàm khối lượng ban đầu điển hình thì ban đầu cụm sẽ chứa một số lượng đáng kể các ngôi sao rất lớn, chẳng hạn như những ngôi sao hiện đang quan sát thấy trong cụm Arches trẻ hơn. Các ước tính hiện tại về tuổi của Wd1 lớn hơn thời gian tồn tại của những ngôi sao này và các mô hình tiến hóa sao cho thấy đã có từ 50–150 siêu tân tinh trong Wd1, với tốc độ siêu tân tinh xấp xỉ một trên 10.000 năm trong một triệu năm qua. Tuy nhiên, cho đến nay, chỉ có một tàn tích siêu tân tinh cuối cùng được phát hiện - từ trường Westerlund 1 - và việc thiếu các vật thể nhỏ gọn khác và các mã nhị phân tia X khối lượng lớn là điều khó hiểu. Một số đề xuất đã được đưa ra, bao gồm vận tốc đá của siêu tân tinh cao làm phá vỡ các sao đôi, sự hình thành các lỗ đen từ các sao từ (và do đó không thể phát hiện được), hoặc các sao đôi trong đó cả hai vật thể đều là vật thể nhỏ gọn, nhưng vấn đề vẫn chưa được giải quyết.

## Các thành phần
Cũng như các thành viên được ghi lại trong cụm sao, biến quang màu xanh MN44 được cho là một ngôi sao chạy trốn được phóng ra từ Westerlund 1 cách đây bốn đến năm triệu năm.
| Đối tượng             | Xích kinh      | Xích vĩ        | Loại đối tượng          | Loại quang phổ        | Độ sáng (L☉)        | Nhiệt độ (K)  | Bán kính (R☉) |
| --------------------- | -------------- | -------------- | ----------------------- | --------------------- | ------------------- | ------------- | ------------- |
| W2a                   | 16h 46m 59.7s  | −45° 50′ 51.1″ | Siêu sao khổng lồ xanh  | O9.5 Ia - B0.5 Ia     |                     |               |               |
| W4                    | 16h 47m 01.42s | −45° 50′ 37.1″ | Sao siêu khổng lồ vàng  | G0 Ia+ - F2 Ia+       |                     |               |               |
| W6a                   | 16h 47m 04.0s  | −45° 50′ 21.0″ | Siêu sao khổng lồ xanh  |                       |                     |               |               |
| W7                    | 16h 46m 03.62s | −45° 50′ 14.2″ | Siêu sao khổng lồ xanh  |                       |                     |               |               |
| W8a                   | 16h 47m 04.79s | −45° 50′ 24.9″ | Sao siêu khổng lồ vàng  |                       |                     |               |               |
| W8b                   | 16h 47m 04.95s | −45° 50′ 26.7″ | Siêu sao khổng lồ xanh  | B1-5Ia                |                     |               |               |
| W9                    | 16h 47m 04.14s | −45° 50′ 31.1″ | Sao B(e)                | sgB[e]                |                     |               |               |
| W12a                  | 16h 47m 02.21s | −45° 50′ 58.8″ | Sao siêu khổng lồ vàng  |                       |                     |               |               |
| W13                   | 16h 47m 06.45s | −45° 50′ 26.0″ | Sao đôi                 | B0.5 Ia+, OB          |                     |               |               |
| W16a                  | 16h 47m 06.61s | −45° 50′ 42.1″ | Sao siêu khổng lồ vàng  |                       |                     |               |               |
| W20                   | 16h 47m 04.70s | −45° 51′ 23.8″ | Siêu sao khổng lồ đỏ    |                       | 126,000             | 3,500         | 965           |
| W26                   | 16h 47m 05.40s | −45° 50′ 36.5″ | Siêu sao khổng lồ đỏ    | M2-6Ia                | 380,000 - 1,100,000 | 3,600 - 3,700 | 1,530-2,550   |
| W32                   | 16h 47m 03.67s | −45° 50′ 43.5″ | Sao siêu khổng lồ vàng  |                       |                     |               |               |
| W33                   | 16h 47m 04.12s | −45° 50′ 48.3″ | Siêu sao khổng lồ xanh  |                       |                     |               |               |
| W75                   | 16h 47m 08.93s | −45° 49′ 58.4″ | Siêu sao khổng lồ đỏ    |                       | 68,000              | 3,600         | 668           |
| W237                  | 16h 47m 03.09s | −45° 52′ 18.8″ | Siêu sao khổng lồ đỏ    |                       | 234,000             | 3,600         | 1,245         |
| W243                  | 16h 47m 07.55s | −45° 52′ 28.5″ | Sao biến quang màu xanh | LBV                   |                     |               |               |
| W265                  | 16h 47m 06.26s | −45° 49′ 23.7″ | Sao siêu khổng lồ vàng  |                       |                     |               |               |
| WR 77a                | 16h 46m 55.4s  | −45° 51′ 34″   | Sao Wolf–Rayet          | WN6-7                 |                     |               |               |
| WR 77aa               | 16h 46m 46.3s  | −45° 47′ 58″   | Sao Wolf–Rayet          | WC9d                  |                     |               |               |
| WR 77b                | 16h 46m 59.9s  | −45° 55′ 26″   | Sao Wolf–Rayet          | WC8                   |                     |               |               |
| WR 77c                | 16h 47m 00.89s | −45° 51′ 20.9″ | Sao Wolf–Rayet          | WNL                   |                     |               |               |
| WR 77d, W57c          | 16h 47m 01.5s  | −45° 51′ 45″   | Sao Wolf–Rayet          | WN8                   |                     |               |               |
| WR 77e                | 16h 47m 01.67s | −45° 51′ 19.9″ | Sao Wolf–Rayet          | WN6-8                 |                     |               |               |
| WR 77f, W5            | 16h 47m 02.97s | −45° 50′ 19.5″ | Sao Wolf–Rayet          | WNVL                  |                     |               |               |
| WR 77g                | 16h 47m 03.1s  | −45° 50′ 43″   | Sao Wolf–Rayet          | WC7                   |                     |               |               |
| WR 77h, W66           | 16h 47m 04.0s  | −45° 51′ 37.5″ | Sao Wolf–Rayet          | WC9                   |                     |               |               |
| WR 77i                | 16h 47m 04.02s | −45° 51′ 25.2″ | Sao Wolf–Rayet          | WN6-8                 |                     |               |               |
| WR 77j, W44           | 16h 47m 04.20s | −45° 51′ 07.0″ | Sao Wolf–Rayet          | WN9                   |                     |               |               |
| WR 77k                | 16h 47m 04.1s  | −45° 51′ 20.0″ | Sao Wolf–Rayet          | WC9                   |                     |               |               |
| WR 77l                | 16h 47m 04.40s | −45° 51′ 03.8″ | Sao Wolf–Rayet          | WC8.5                 |                     |               |               |
| WR 77m, W239          | 16h 47m 05.21s | −45° 52′ 25.0″ | Sao Wolf–Rayet          | WC9                   |                     |               |               |
| WR 77n                | 16h 47m 05.35s | −45° 51′ 05.0″ | Sao Wolf–Rayet          | WN8 (không chắc chắn) |                     |               |               |
| WR 77o, W14c          | 16h 47m 06.0s  | −45° 15′ 22″   | Sao Wolf–Rayet          | WN7o                  |                     |               |               |
| WR 77p, W241          | 16h 47m 06.06s | −45° 52′ 08.3″ | Sao Wolf–Rayet          | WC9                   |                     |               |               |
| WR 77q                | 16h 47m 06.24s | −45° 51′ 26.5″ | Sao Wolf–Rayet          | WN6-8                 |                     |               |               |
| WR 77r                | 16h 47m 07.6s  | −45° 52′ 36″   | Sao Wolf–Rayet          | WN6                   |                     |               |               |
| WR 77s, W72           | 16h 47m 08.32s | −45° 50′ 45.5″ | Sao Wolf–Rayet          | Sớm hơn WN7           |                     |               |               |
| CXOU J164710.2-455216 | 16h 47m 10.18s | −45° 52′ 16.7″ | Tia X dị thường         |                       |                     |               |               |